# شین اون کیونگ
این یک نام کره‌ای است؛ نام خانوادگی شین است.
شین اون کیونگ (کره‌ای: 신은경؛ زادهٔ ۱۵ فوریه ۱۹۷۳) بازیگر اهل کره جنوبی است. او به دلیل بازی در باران دروغ و پنت‌هاوس: جنگ در زندگی شناخته می‌شود.